# Tenagomysis longisquama
Tenagomysis longisquama is een aasgarnalensoort uit de familie van de Mysidae. De wetenschappelijke naam van de soort is voor het eerst geldig gepubliceerd in 2005 door Fukuoka & Bruce.